# Villa des Arts (Párizs)
A Villa des Arts (A Művészetek Villája) a 19. század végén művészek számára létesített épületegyüttes Párizs 18. kerületében, melyben eredetileg több mint ötven műterem és műteremlakás volt. A Montmartre lábánál, a temetővel szomszédosan elhelyezkedő egyedülálló történelmi és kulturális hely. A párizsi történelmi műemlékek listáján 1994. május 2. óta szerepel.
A tekintélyes kovácsoltvas kapu a 15. rue Hégésippe-Moreau címen privát utcába nyílik, amire felirat figyelmeztet: „Entrée des artistes”. Az utca neve Hégesippe Moreau (1810–1838) francia író, költő és újságíró emlékét őrzi, aki Párizsban született és hunyt el. A legközelebbi metróállomások a La Fourche a 13-as vonalon és a Place de Clichy a 2-es vonalon. A műteremlakások és stúdiók több kertes belső udvar köré csoportosulnak. A keleti homlokzat a rue Ganneronra és a Montmartre-i temetőre néz.

## Története

### Épületegyüttes
XV. Lajos idején a montmartre-i temetőből egy telket választottak el. A művészek már a 18. században engedélyt kaptak arra, hogy a király védelme alatt ezen a Montmartre temetőtől elválasztott telken telepedjenek le. Amikor 1850-től az úgynevezett Grandes-Carrières negyedet, a nagy gipszbányákat a Montmartre lábánál áttervezték és elkezdték beépíteni, az ingatlan akkori tulajdonosai, Desmichel és Guéret úgy döntöttek, hogy új garzonokat és lakásokat építenek a területen, a művészek által használt régi épületeket is átépítve. 1888–1890 között Henri Cambon építész irányításával jött létre a 19. század egyik legjelentősebb műteremház-együttese, melynek épületei a mai napig fennmaradtak. Ehhez egy zsákutcát alakítottak ki, ami ma privát használatú. Ide lehet belépni a 15. rue Hégésippe-Moreau ívelt kovácsoltvas kapuján keresztül. A kapu melletti emléktábla Nicolas Schöffernek, a kibernetikus művészet megteremtőjének tiszteleg. Az építkezés során a költségek csökkentése érdekében az 1889-es világkiállításon használt épületekből származó anyagokat újra felhasználták A hasonlóan jeles múlttal rendelkező műterem-együttesek közül, mint a Bateau-Lavoir és a La Ruche, a Villa des Arts a legnagyobb és legelegánsabb.
Több mint 6000 négyzetméteren helyezkedik el a műtermek labirintusa. A kapun belépve jobb oldalon kisebb házak láthatók. Barokk ablakaikat — melyek közül az egyik a trompe-l’œil eszközeivel készült —, kovácsoltvas korlát és fríz díszíti. Továbbhaladva kétszintes, szürke zsalugáteres házrész következik. Az udvar végén található G épületben pompás dupla csigalépcső található, mely egyes források szerint a Gare Saint-Lazarre lépcsőjének újrahasznosítása, más források azt állítják, hogy a világkiállítás bontásából származik.  Bárhogyan is van, számtalan filmrendezőre hatott mágnesként. Bal oldalon a magasabb épületben két szint magasságú, nagy műtermek vannak hatalmas üvegablakokkal. A rue Garonn felőli homlokzat lépcsőzetes. Vízesésszerűen hatnak a műtermek egymáshoz képest felfelé haladva egyre jobban befelé eltolt ablakai.

### Egykor itt alkotó művészek
A stúdiókban olyan híres művészek éltek és dolgoztak, mint Eugène Carrière, Paul Cézanne, Auguste Renoir, Paul Signac, Louis Marcoussis}, Francis Picabia, Henri de Toulouse-Lautrec, a testvérpár Jean Dufy és Raoul Dufy, Stéphane Du Château, Marcel Jean, Lucien Mathelin, Segovia, Jean-Dominique van Caulaert. Nicolas Schöffer 1954-től lakott és dolgozott a Villa des Arts 2-es számú műtermében a negyedik emeleten. Legaktívabb éveiben két műtermet használt. Az egyikben korábban Cézanne dolgozott, a másikban régebben lovas szobrok készültek, de a háború óta romos állapotban, üresen állt. Egy évig tartott a renoválása, és 1964-től alkotott benne Schöffer. Ez az 5-ös számú műterem a legszebb az épületegyüttesben. Schöffer halála után özvegye, Eléonore de Lavandeyra Schöffer itt őrizte a művész hagyatékát, és fogadott csoportokat 2020. január 15-én bekövetkezett haláláig. Nicolas Schöfferhez hasonlóan magyar származású volt Csató György (Georges Csato) festőművész, aki feleségével, Diana Nadinnal az 50-es évektől kezdve laktak a Villa des Artsban halálukig.
A Villa des Arts pezsgő művészeti élet színtere volt. Pablo Picasso, Salvador Dalí, Paul Éluard, André Breton, Joan Miro és a kor nagy gyűjtője Gertrude Stein rendszeres látogatók voltak.

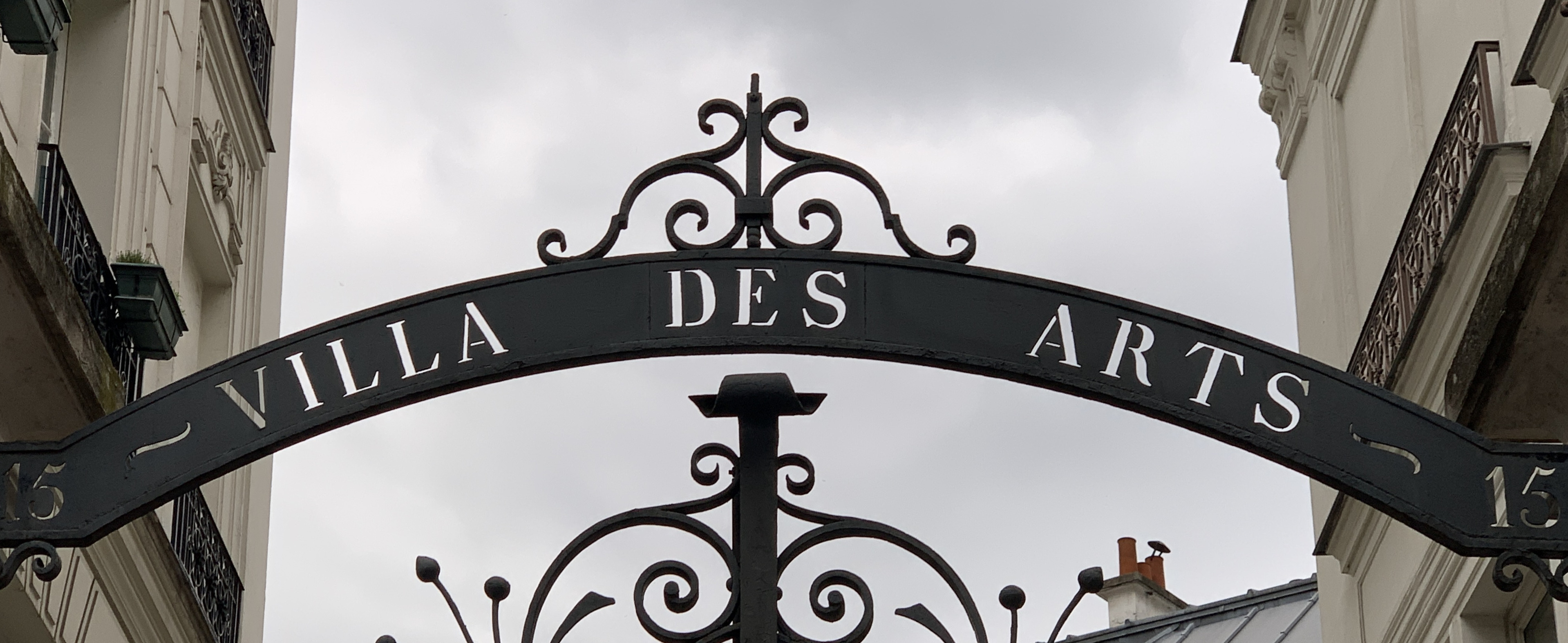
Villa des Arts a kapu felirata
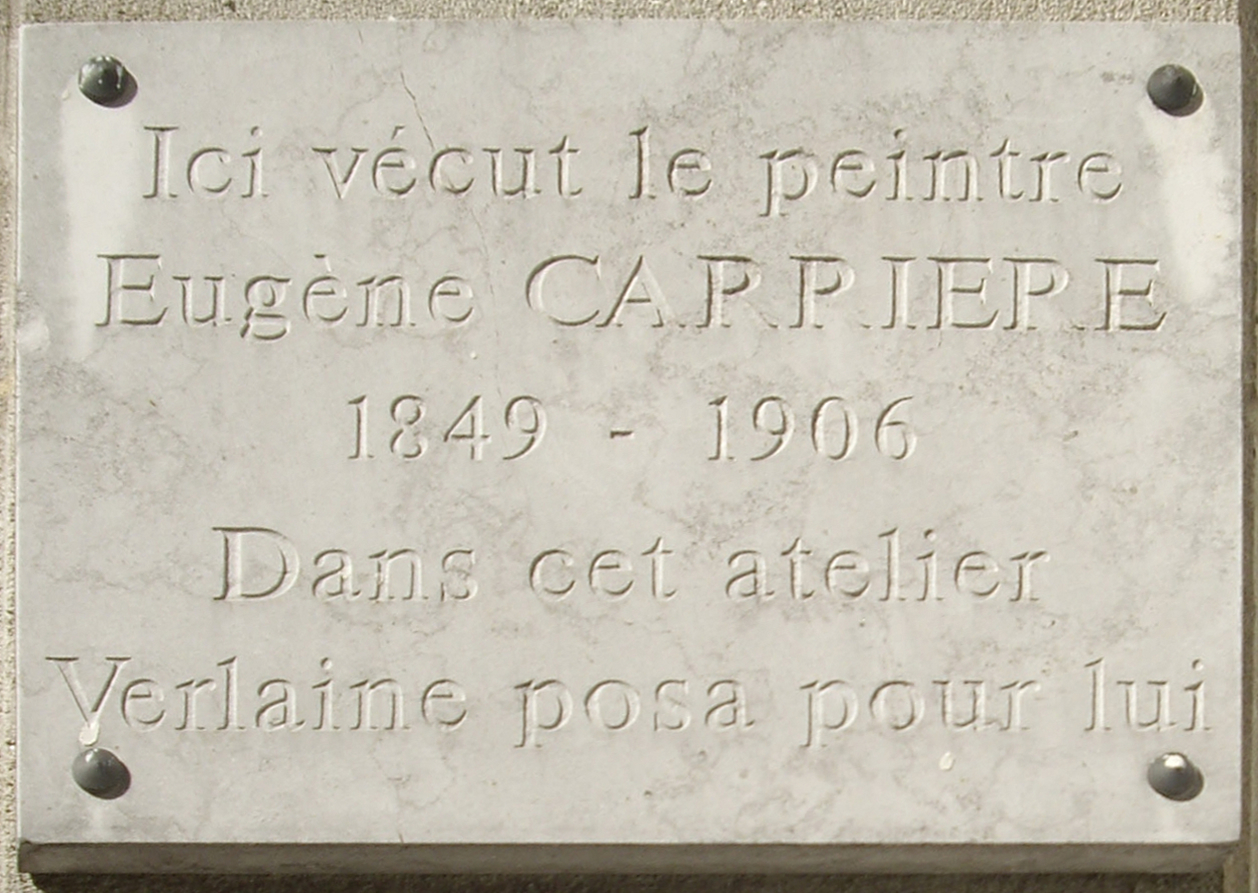
Eugène Carrière emléktábla
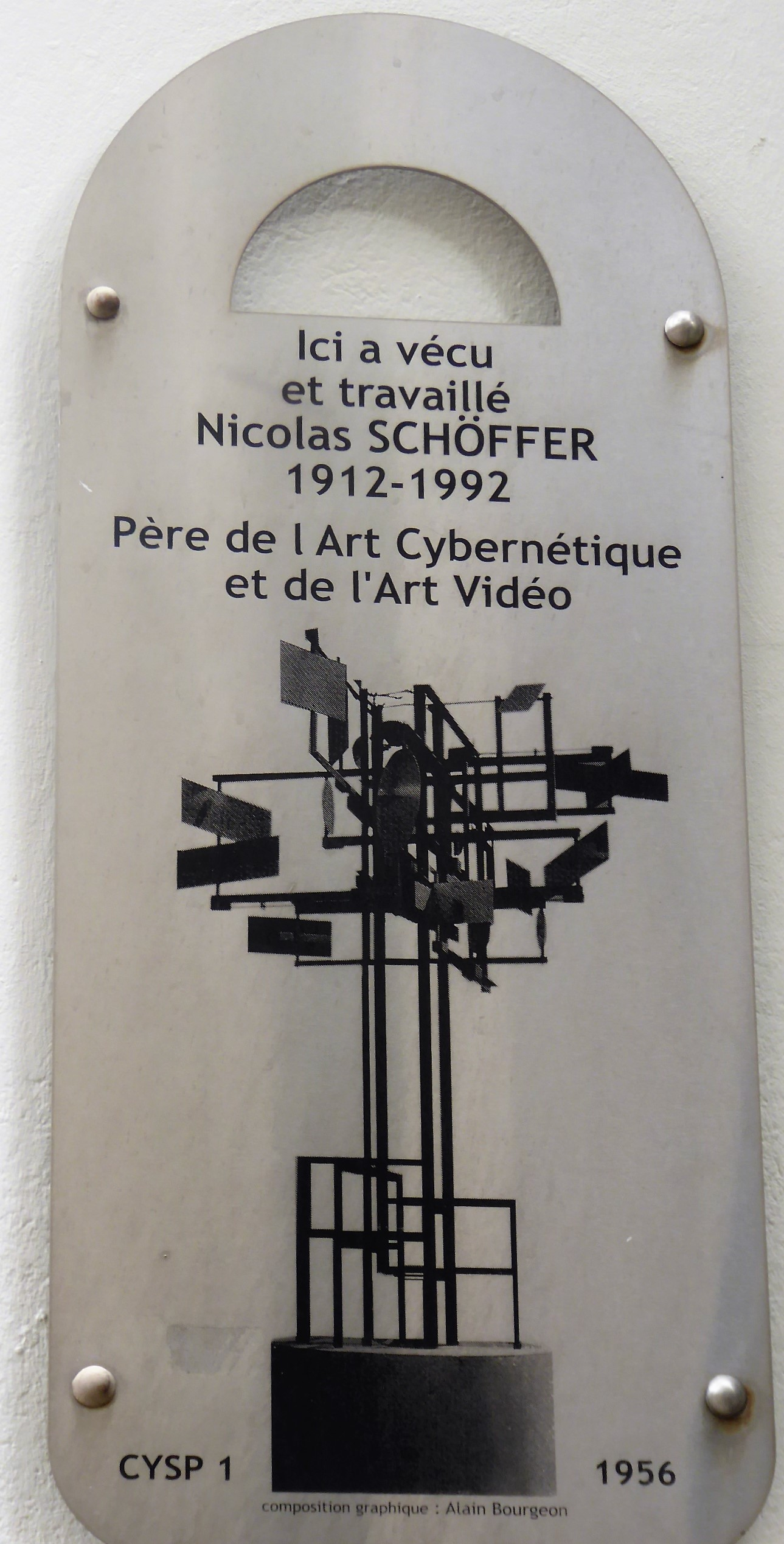
Nicolas Schöffer emléktábla
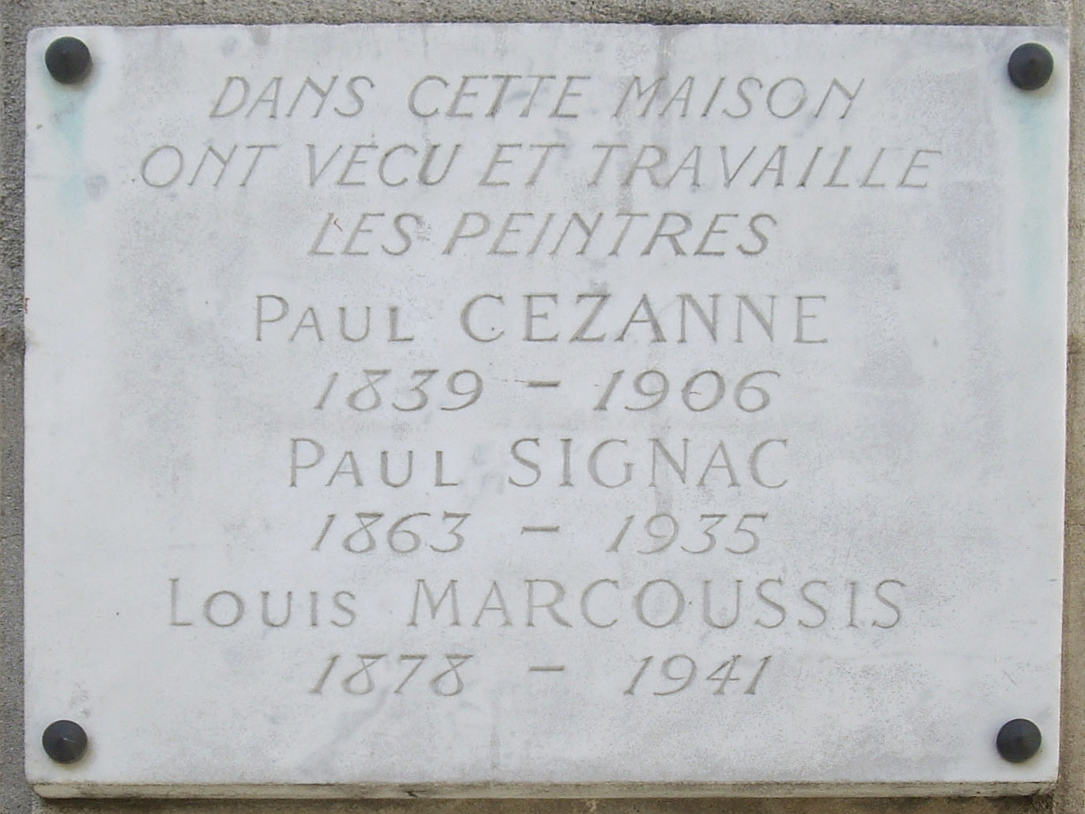
Cézanne, Signac és Marcoussis emléktáblája

### Filmforgatások
A G épület kovácsoltvas dupla csigalépcsője a lépcsőház mozaikjával számtalan filmrendezőre hatott mágnesként. Federico Fellini a Villa des Arts-ban forgatta a Bohócok című film jeleneteit. Alain Delon Jacques Deray Trois hommes à abattre (Három fölösleges férfi, 1980) című filmjében játszott itt. A Villa des Artsban játszódik James Ivory Kvartettje (1981) Isabelle Adjanival és Jean-Charles Taccella rendező Escalier C (C lépcsőház, 1984) című filmje is.

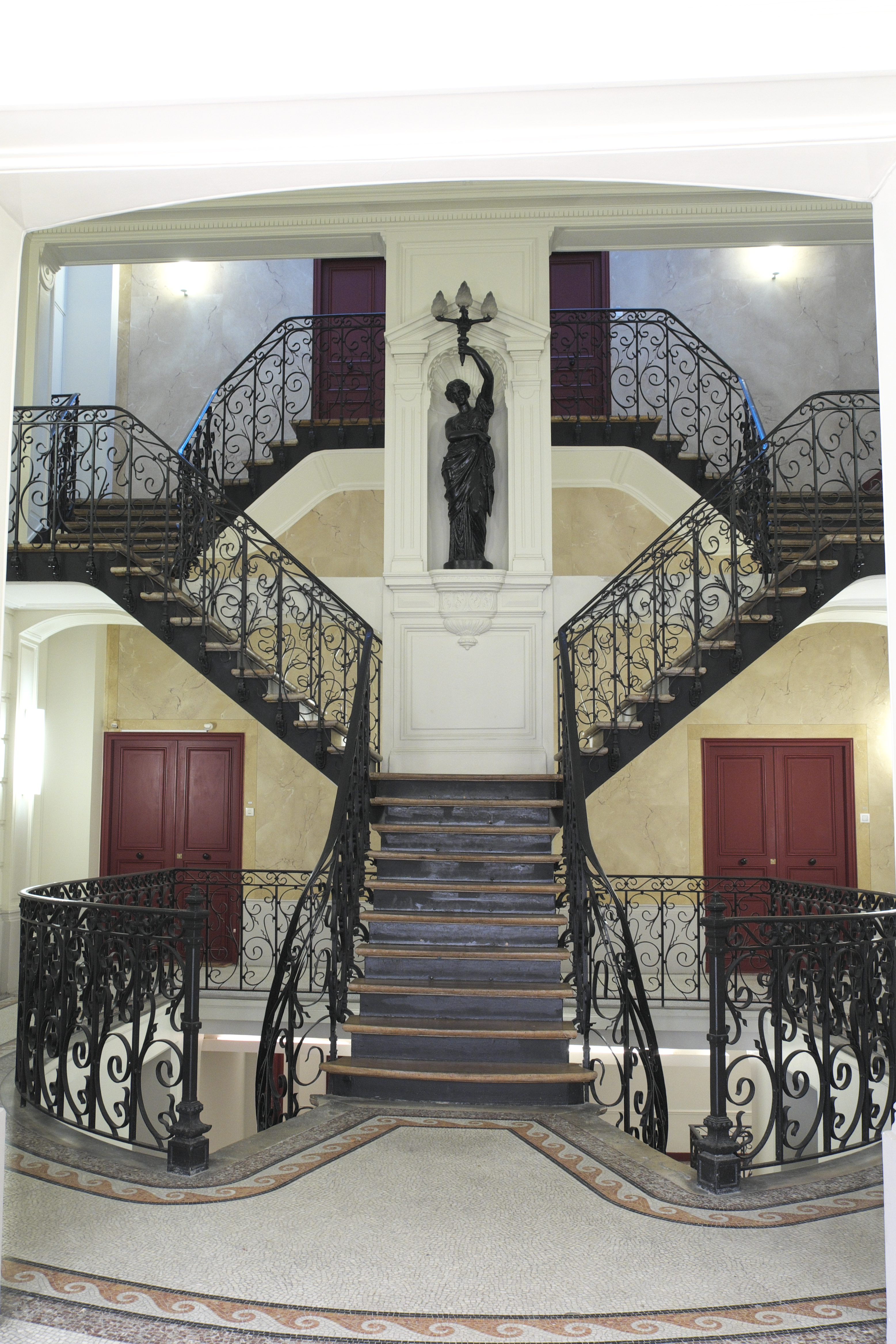
Villa des Arts G épület lépcsőház
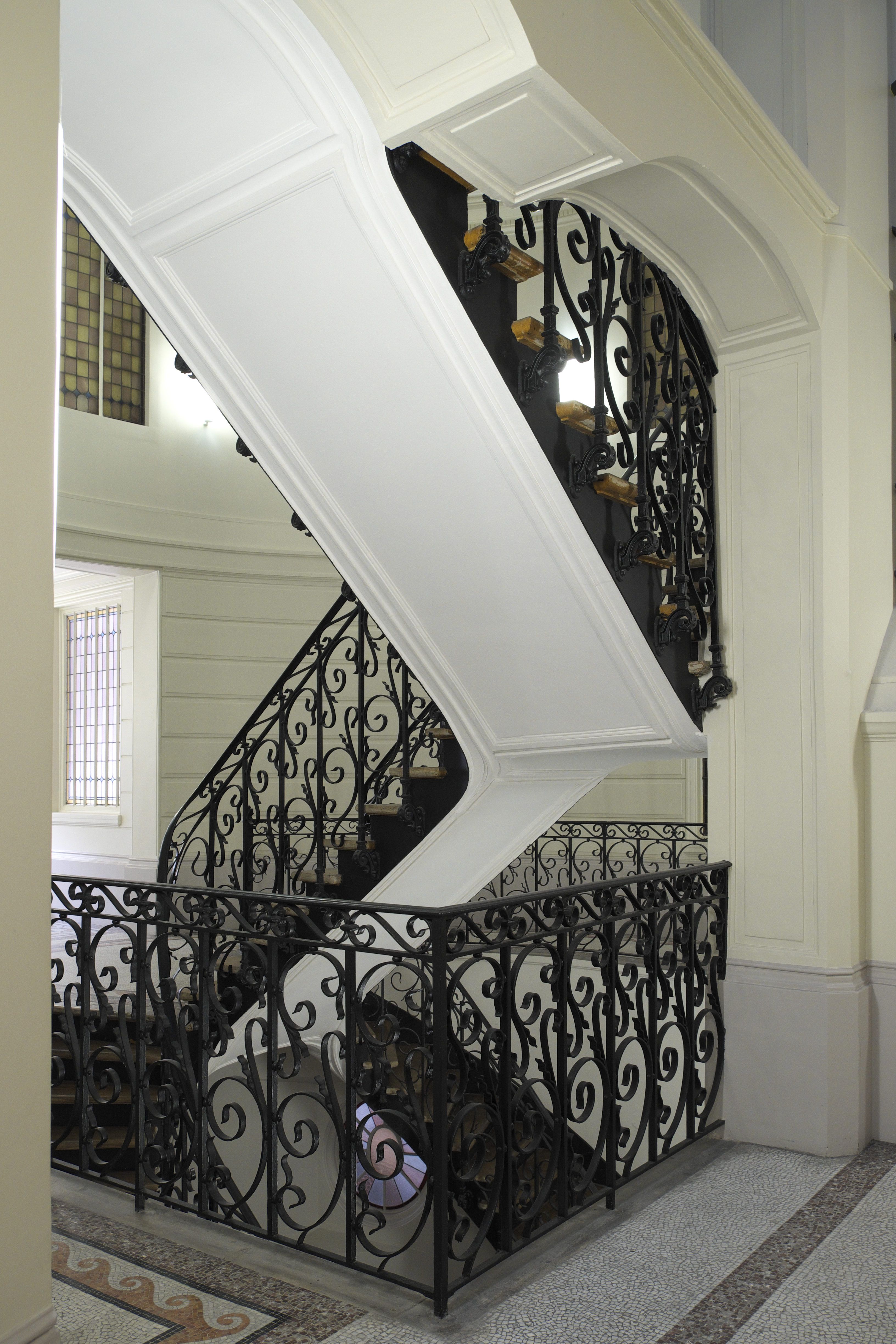
Villa des Arts G épület lépcső
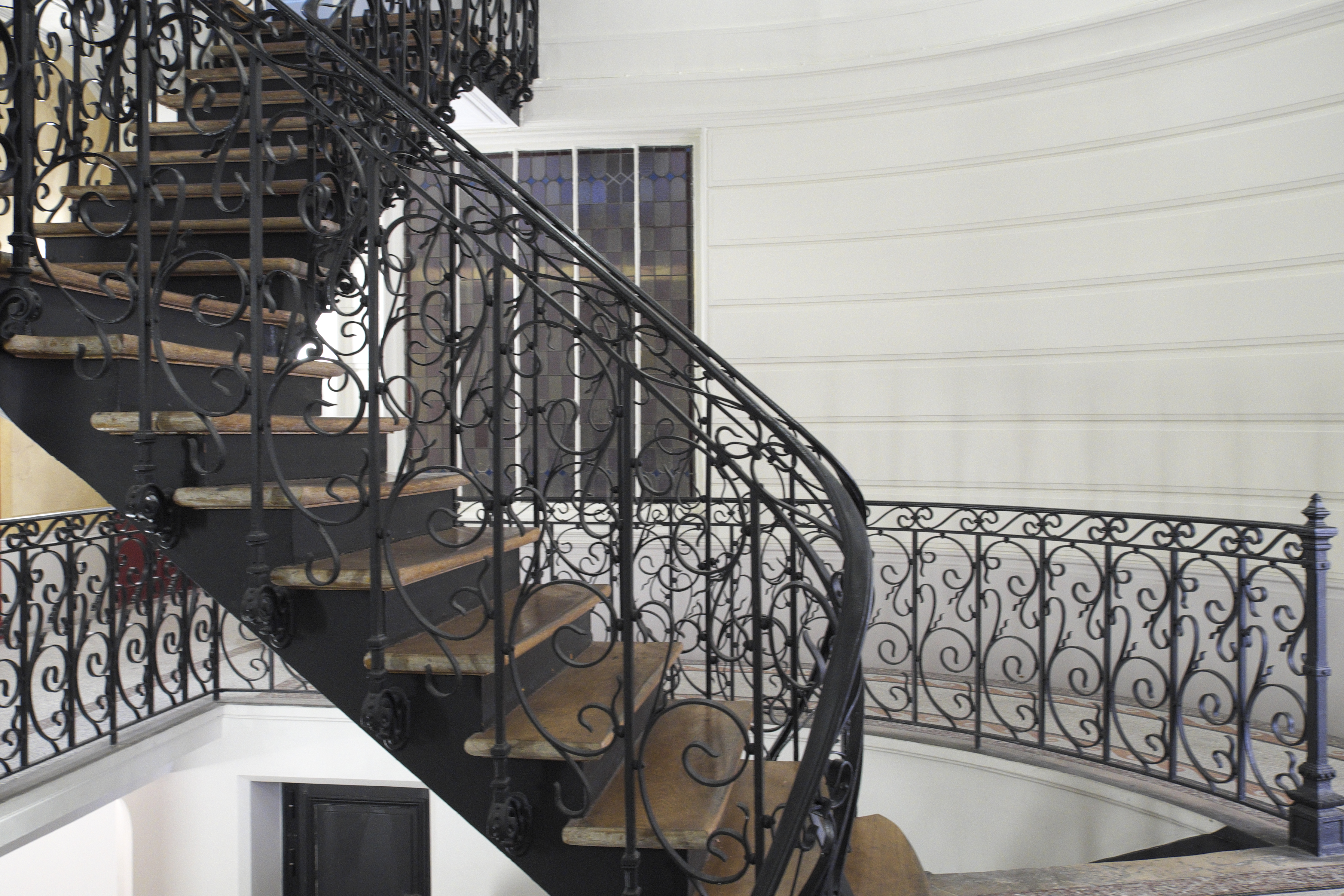
Villa des Arts G épület lépcső
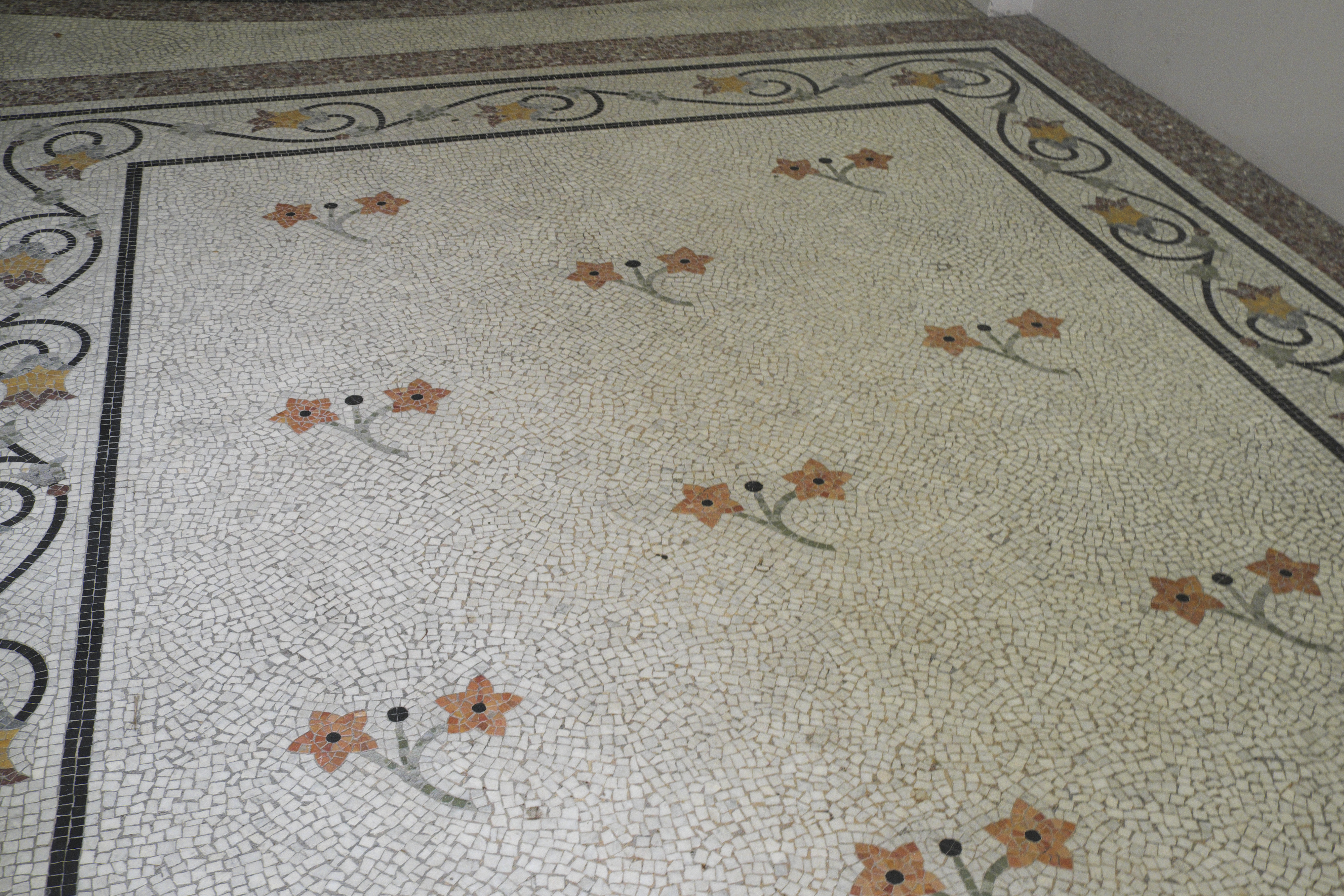
Villa des Arts G épület lépcsőház mozaik padló
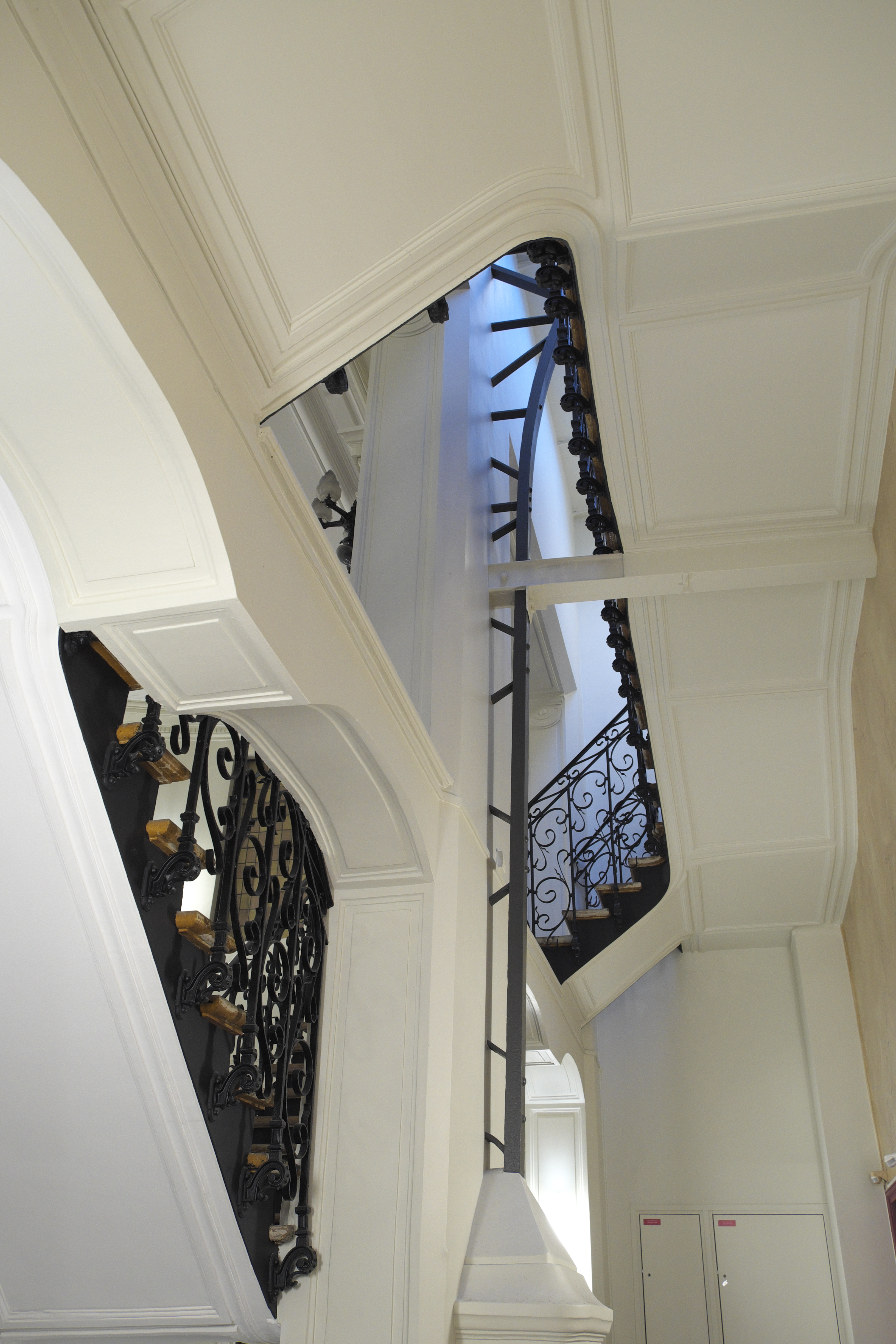
Villa des Arts G épület lépcsőház

### A Villa des Arts felújítása
2005-ig a Villa des Arts a Guéret család tulajdonában volt. Mivel építésük óta az épületek felújítva nem voltak, az állapotuk annyira leromlott, hogy a szükségessé vált renoválási munka várható nagyságrendjét felmérve az örökösök az eladás mellett döntöttek. Az épületegyüttes olyan  ingatlanfejlesztők kezébe került, akik nem voltak tekintettel a kulturális értékre, és maximális hasznot remélve luxuslakásokat kívántak létesíteni az egykori műtermek helyén. Elriasztották a művészeket. A műtermek gyakorlatilag kiürültek. A kedvezőtlen fejleményeket látva, a kultúra védelmében, Párizs városa ennek a nagymúltú alkotóhelynek a megmentése mellett döntött. 2006. december 29-én megvásárolta a komplexumot, és részt vett a rehabilitációban, amelynek során 33 szociális lakást, 19 műteremházat, 28 műtermet és művészek számára egy hotelt létesített. Grégoire Oudin és Bertrand Nacet építészek irodái vezették a projektet a Régie Immobilière de la Ville de Paris (Párizs Ingatlankezelő Ügynöksége) és Párizs városa nevében azzal a céllal, hogy megőrizzék, helyreállítsák az örökséget és modernizálják az infrastruktúrát, tiszteletben tartva az eredeti stílust. Mára a Villa des Arts visszanyerte eredeti funkcióját.  Festők, szobrászok, fotósok, grafikusok, színészek, írók, zenészek elevenítik fel a nagy Montmartre-korszakot.

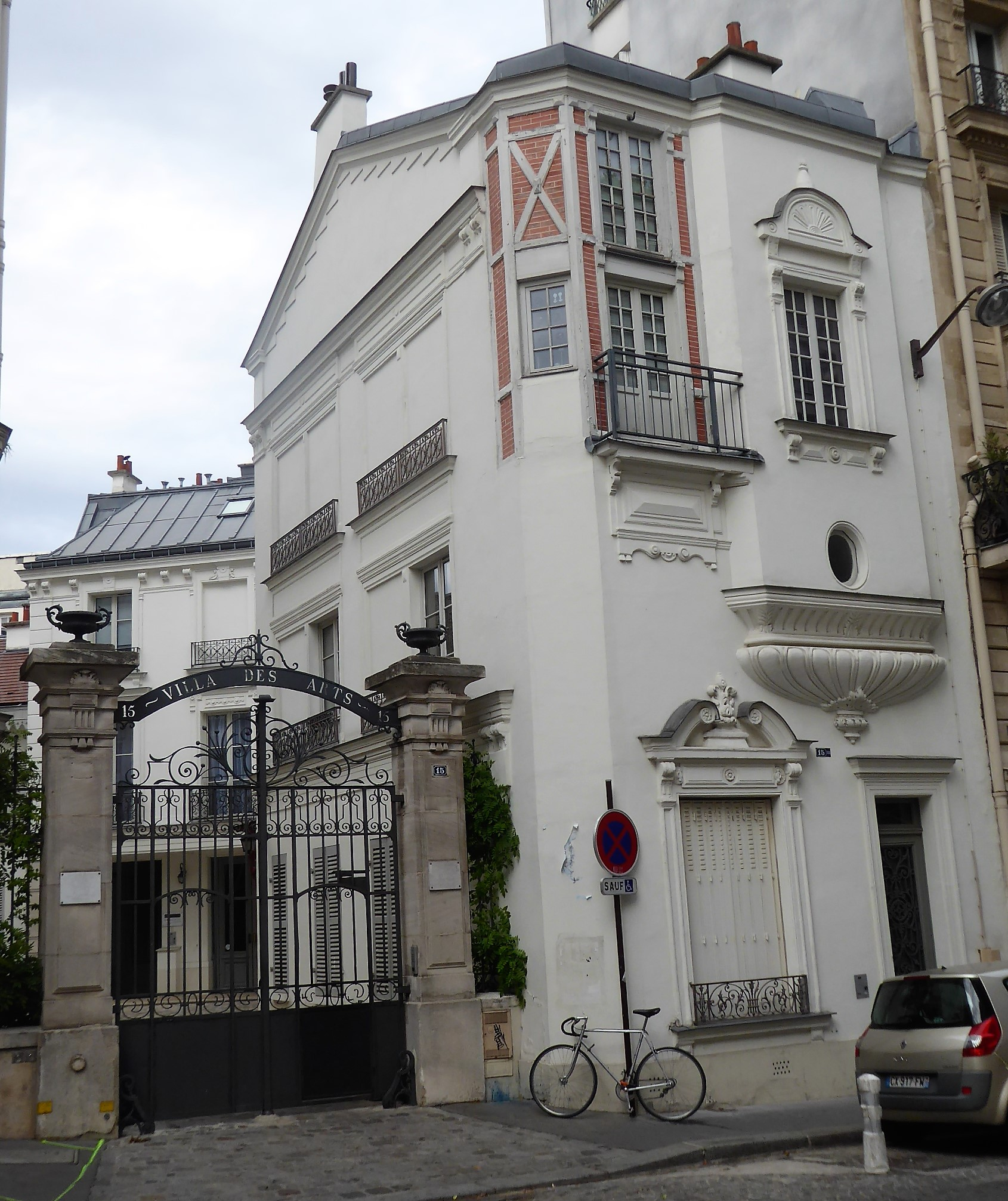
Villa des Arts bejárat
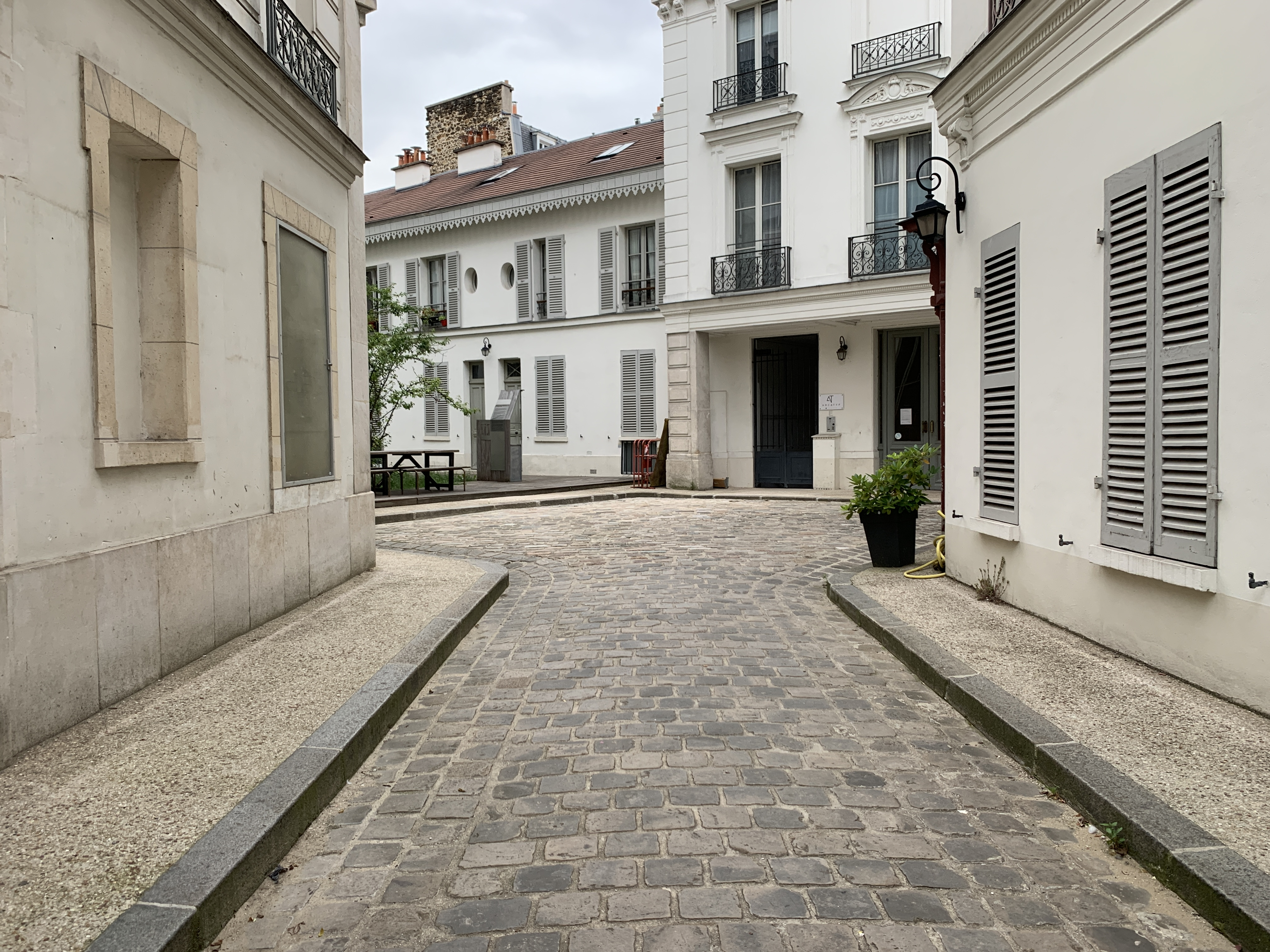
Látvány belépés után
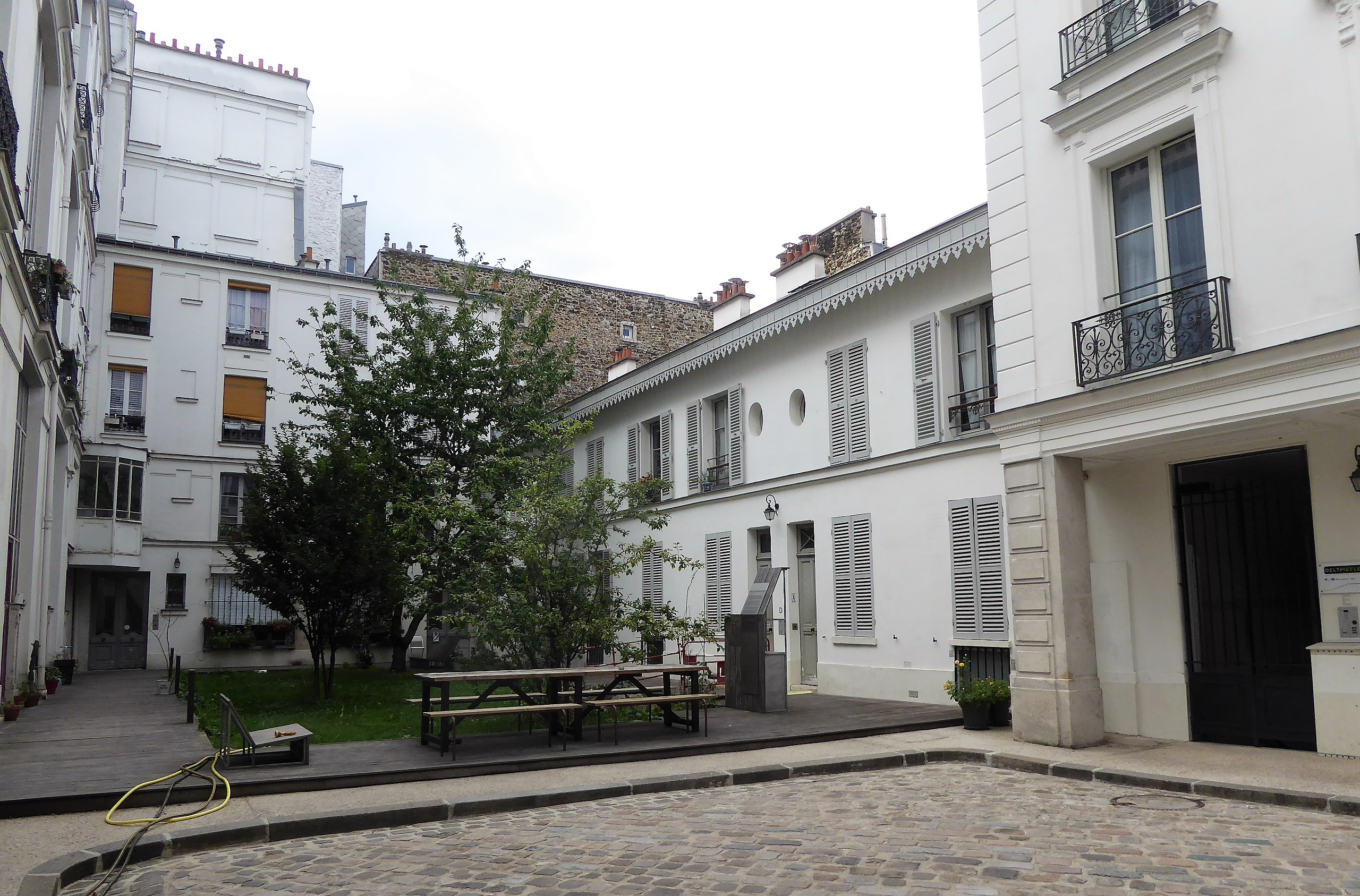
Villa des Arts udvar
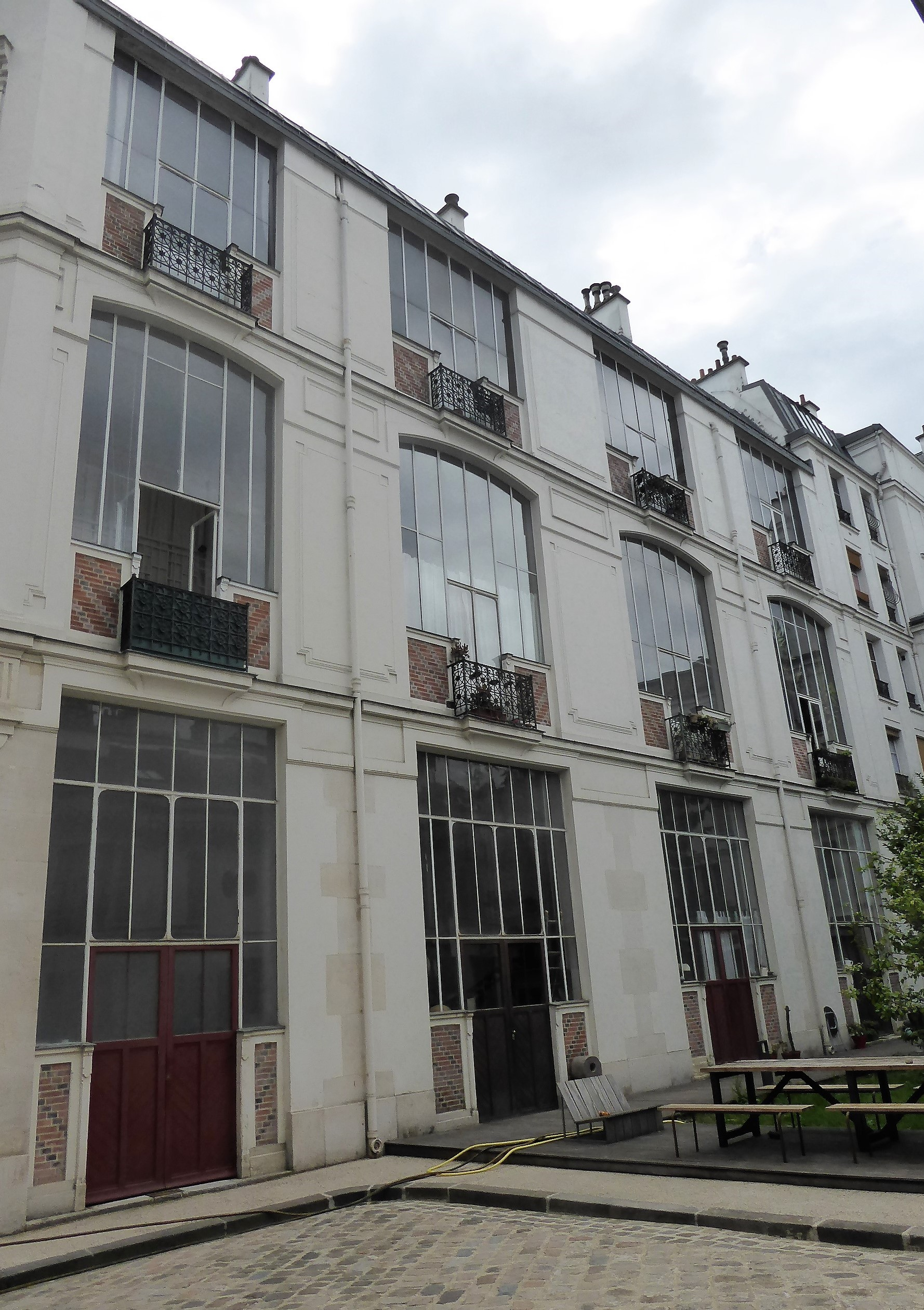
Villa des Arst műtermek
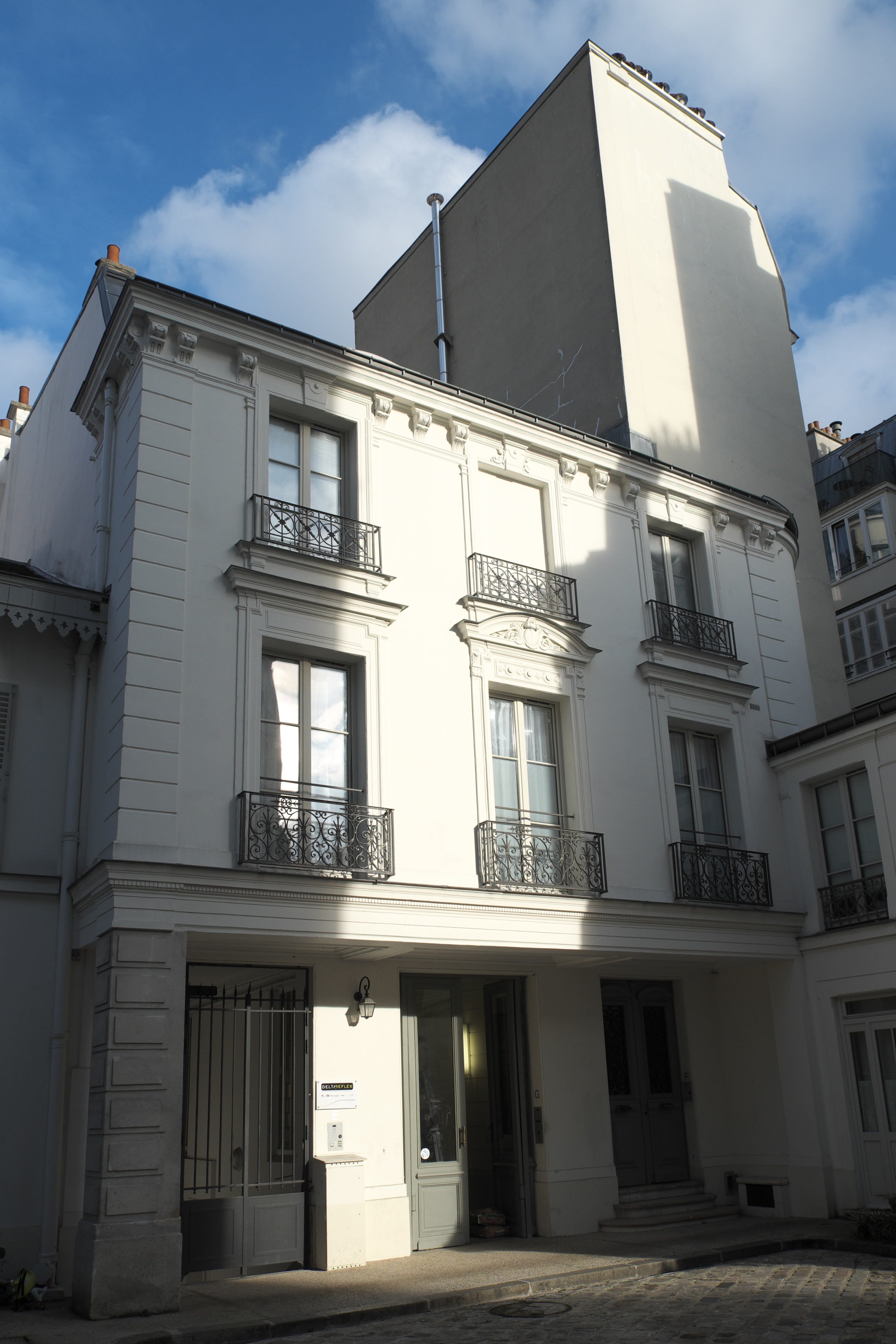
G épület

### La Ville A des Arts egyesület
2007-ben alakult meg a Ville A des Arts egyesület, melynek célja a Villa des Arts népszerűsítése. Az egyesület havonta rendez vezetést a műterem-komplexumban, rendszeresen részt vesz a Paris Face Caché (Párizs rejtett arca), a Journées du Patrimoine (Műemléki Örökségi Napok), a Mois de la photo (Fotó hónapja), a Fête de la Musique (Zene ünnepe) és a Nuit Blanche (Álmatlan éjszaka: éjszakai galérialátogatás) rendezvényeken és működtet egy galériát, mely a Villa des Arts bejáratától balra található. A galériában a Villa des Arts művészein kívül fogadnak belföldről és külföldről más művészeket is időszakos kiállítások és egyéb projektek rendezésére. Nemzetközi munkaprogramokat is vállal az egyesület. 2015-ben együttműködtek Nicolas Schöffer LUX 10 című kibernetikus szobrának felállításában Busan városában Dél-Koreában. 2016-ban a Korea Éve keretében csereprogramot szerveztek koreai művészekkel. 2017-ben tajvani alkotókat fogadott a galéria.

### A Villa des Arts új művészei
A Villa des Arts teljeskörű felújítása után a műtermeknek és műteremlakásoknak új lakói vannak. 2015-ben és 2016-ban költöztek be az új generáció művészei Olivier de Mazières festőművész, Agathe Dronne színésznő, Brigitte Hautefeuille írónő, Guillaume Hassler, Sandre Wambeke festőnő, Xavier Lucchesi, Manuel Pradal filmrendező és forgatókönyvíró, valamint a magyar születésű szobrász, Stephane Kilar. Manuel Pradal 2017 májusában hosszú betegség után itt hunyt el.